# Doogie Kameāloha, M.D.
Doogie Kameāloha, M.D. es una comedia dramática médica familiar estadounidense desarrollada por Kourtney Kang que se basa en la serie de televisión de ABC de 1989-1993 Doogie Howser, M.D.. Está protagonizada por Peyton Elizabeth Lee como el personaje principal de Lahela «Doogie» Kameāloha y Kathleen Rose Perkins, Jeffrey Bowyer-Chapman, Jason Scott Lee,Ronny Chieng y Milo Manheim en papeles secundarios. La serie se estrenó el 8 de septiembre de 2021 en Disney+. En febrero de 2022, la serie se renovó para una segunda temporada.
El trailer de la temporada 2 se lanzó el 16 de febrero de 2023 y con el se anunció que la temporada se estrenaría completa el 31 de marzo de 2023.
En agosto de 2023 se anunció la cancelación de la serie tras 2 temporadas.

## Sinopsis
Lahela "Doogie" Kameāloha es una niña prodigio adolescente que hace malabarismos con su vida de adolescente de 16 años y su familia con una carrera médica temprana. Además de tener que lidiar con equilibrar su relación con su madre, que también es su jefa. La serie no es una continuación directa de Doogie Howser, M.D.; más bien, los personajes reconocen esa serie como un programa de televisión y le dan a Lahela el apodo de "Doogie" en referencia a ella.

## Reparto

### Elenco principal
- Peyton Elizabeth Lee como Lahela "Doogie" Kameāloha,[3] graduada de la Facultad de Medicina de la Universidad de Hawái de 16 años. Se ganó el apodo de "Doogie" como referencia en el universo al programa Doogie Howser, M.D.
- Emma Meisel como Steph Denisco,[3] la mejor amiga de Doogie
- Matthew Sato como Kai Kameāloha,[3] el hermano mayor de Doogie
- Wes Tian como Brian Patrick Kameāloha,[3] el hermano menor de Doogie
- Jeffrey Bowyer-Chapman como Charles Zeller, uno de los colegas de Doogie en el hospital local
- Mapuana Makia como Noelani Nakayama,[3] otro colega de Doogie en el hospital local
- Kathleen Rose Perkins como la Dra. Clara Hannon,[3] madre de Doogie y jefa de medicina del centro médico local donde trabaja Doogie
- Jason Scott Lee como Benny Kameāloha,[3] el padre de Doogie y propietario de un camión de comida llamado Benny's Shave Ice and Flowers

### Elenco recurrente
- Ronny Chieng como el Dr. Lee,[3] cirujano cardíaco del hospital local
- Alex Aiono como Walter Taumata,[3] un surfista adolescente local en el que Doogie está románticamente interesada

### Elenco invitado
- Barry Bostwick como Will, un paciente de Lahela que sufre de insuficiencia cardíaca y fallece en el primer episodio. Él es el primer paciente que pierde y originalmente la única persona a la que se le permitió llamarla Doogie.
- Randall Park como el Dr. Choi, el jefe de personal del Oahu Health Medical Center que se va a otro puesto con Los Angeles Lakers
- Magic Johnson como él mismo
- Margaret Cho como Frankie, una paciente de Lahela que tiene insuficiencia renal crónica y necesita un riñón nuevo
- Kylie Cantrall como Olivia, la capitana del equipo de baile "Royals"
- Max Greenfield como Dr. Arthur Goldstein

## Temporadas y Episodios
| Temporada | Temporada | Episodios | Episodios | Emisión original        | Emisión original        |
| Temporada | Temporada | Episodios | Episodios | Primera emisión         | Última emisión          |
| --------- | --------- | --------- | --------- | ----------------------- | ----------------------- |
|           | 1         | 10        | 10        | 8 de septiembre de 2021 | 10 de noviembre de 2021 |
|           | 2         | 10        | 10        | 31 de marzo de 2023     | 31 de marzo de 2023     |

### Temporada 1 (2021)
| N.º | Título                                             | Dirigido por   | Escrito por                          | Fecha de emisión original |
| --- | -------------------------------------------------- | -------------- | ------------------------------------ | ------------------------- |
| 1   | «Aloha – The Hello One» «Aloha»                    | Jake Kasdan    | Kourtney Kang                        | 8 de septiembre de 2021   |
| 2   | «Love is a Mystery» «El Amor es un Misterio»       | Erin O'Malley  | Alison Bennett                       | 15 de septiembre de 2021  |
| 3   | «License to Not Drive» «Licencia Para no Conducir» | Erin O'Malley  | Sasha Stroman                        | 22 de septiembre de 2021  |
| 4   | «Lahela & Stitch» «Lahela y Stitch»                | Jesse Bochco   | Steve Joe                            | 29 de septiembre de 2021  |
| 5   | «Dunk Cost» «Bajo Costo»                           | Randall Park   | Patrick Kang & Michael Levin         | 6 de octubre de 2021      |
| 6   | «Career Babes» «Chicas de Carrera»                 | Jesse Bochco   | Hayley Adams & JoEllen Redlingshafer | 13 de octubre de 2021     |
| 7   | «Mom-Mentum» «Mamamentum»                          | Sean Kavanagh  | Mathew Harawitz                      | 20 de octubre de 2021     |
| 8   | «Talk-Story» «Historias Contadas»                  | Gina Rodriguez | Matt Kuhn                            | 27 de octubre de 2021     |
| 9   | «Scutwork» «Trabajo Aburrido»                      | Erin O'Malley  | Matt Kuhn                            | 3 de noviembre de 2021    |
| 10  | «Aloha – The Goodbye One» «Aloha - La Despedida»   | Erin O'Malley  | Steve Joe                            | 10 de noviembre de 2021   |

### Temporada 2 (2023)
| N.º | Título                                                                       | Dirigido por | Escrito por | Fecha de emisión original |
| --- | ---------------------------------------------------------------------------- | ------------ | ----------- | ------------------------- |
| 1   | «A Hui Hou (Until We Meet Again)» «A Hui Hou (Hasta Que Nos Volvamos a Ver)» | —            | —           | 31 de marzo de 2023       |
| 2   | «Mythological Creatures» «Criaturas Míticas»                                 | —            | —           | 31 de marzo de 2023       |
| 3   | «Message From The Chief» «Mensaje de la Jefa»                                | —            | —           | 31 de marzo de 2023       |
| 4   | «Black Cloud, White Cloud» «Nube Negra, Nube Blanca»                         | —            | —           | 31 de marzo de 2023       |
| 5   | «Dance Dance Evolution» «Baila y Evoluciona»                                 | —            | —           | 31 de marzo de 2023       |
| 6   | «Post-Kiss Bliss» «Felicidad Tras un Beso»                                   | —            | —           | 31 de marzo de 2023       |
| 7   | «I'm Just a Mom» «Solo Soy Madre»                                            | —            | —           | 31 de marzo de 2023       |
| 8   | «Crouching Tiger, Hidden Doctor» «Tigre Agazapado, Médico Oculto»            | —            | —           | 31 de marzo de 2023       |
| 9   | «Now What?» «¿Ahora Qué?»                                                    | —            | —           | 31 de marzo de 2023       |
| 10  | «Me» «Yo»                                                                    | —            | —           | 31 de marzo de 2023       |

## Producción
En abril de 2020 se anunció que se puso en desarrollo una nueva versión dirigida por mujeres de Doogie Howser, M.D. para Disney+, desarrollado por Kourtney Kang. La serie está ambientada en Hawái para reflejar los antecedentes de Kang. En septiembre de 2020, Disney+ lo eligió para la serie. En enero de 2020, Peyton Elizabeth Lee fue elegida para el papel principal, con Kathleen Rose Perkins, Jeffrey Bowyer-Chapman, y Jason Scott Lee interpretó a los protagonistas. Mapuana Makia y Matthew Sato se unieron al elenco como habituales de la serie en los meses siguientes. En marzo de 2021, Ronny Chieng se unió a un papel recurrente, mientras que Emma Meisel fue elegida para un papel principal. El rodaje comenzó el 7 de diciembre de 2020 en Honolulu y Los Ángeles. El 3 de febrero de 2022, Disney+ renovó la serie para una segunda temporada.

## Lanzamiento
La serie se estrenó en Disney+ el 8 de septiembre de 2021. El resto de los episodios están programados para ser lanzados semanalmente los miércoles.

## Recepción

### Respuesta crítica
El sitio web del agregador de reseñas Rotten Tomatoes informó un índice de aprobación del 92% con una calificación promedio de 6.6/10, según 13 reseñas de críticos. El consenso de los críticos del sitio web dice: "Con un elenco ganador y un excelente trato junto a la cama, Doogie Kanealoha, M.D. rinde homenaje a su predecesor mientras forja con éxito su propio camino encantador". Metacritic le dio a la serie una puntuación promedio ponderada de 75 sobre 100 basada en 5 reseñas de críticos, lo que indica "críticas generalmente favorables".

### Premios
Doogie Kameāloha, M.D. está nominado para la categoría de Programación sobresaliente para niños y familias de los 33.º GLAAD Media Awards en 2022.